# Инъективный объект
Инъективный объект — теоретико-категорное обобщение понятия инъективного модуля. Двойственное понятие — проективный объект.

## Определение
Объект {\displaystyle Q} категории {\displaystyle C} называется инъективным, если для любого морфизма {\displaystyle f:A\to Q} и любого мономорфизма {\displaystyle h:A\to B} существует морфизм {\displaystyle g:B\to Q} продолжающий {\displaystyle f}, то есть {\displaystyle g\circ h=f}.

### Абелев случай
Исходное определение инъективного объекта было дано для абелева случая (и он остаётся наиболее важным). Если {\displaystyle C} — абелева категория, то её объект {\displaystyle Q} называется инъективным тогда и только тогда, когда функтор Hom {\displaystyle \mathrm {Hom} _{C}(-,Q)} точен.

## Достаточно много инъективных объектов
Говорят, что в категории {\displaystyle C} достаточно много инъективных объектов, если для любого объекта {\displaystyle X} категории {\displaystyle C} существует мономорфизм {\displaystyle f:X\to Q} в инъективный объект {\displaystyle Q}.

## Инъективная оболочка
Мономорфизм {\displaystyle g} категории {\displaystyle C} называется существенным, если для любого морфизма {\displaystyle f} композиция {\displaystyle f\circ g} является мономорфизмом, только если {\displaystyle f} является мономорфизмом.
Если {\displaystyle f:X\to G} — существенный мономорфизм и объект {\displaystyle G} инъективен, то {\displaystyle G} называется инъективной оболочкой {\displaystyle X}. Инъективная оболочка единственна с точностью до неканонического изоморфизма.

## Обобщение

объект Q есть H-иньективним если для h : A → B из класса H, для любого f : A → Q существует коммутативная диаграмма.

Пусть {\displaystyle {\mathfrak {C}}} является категорией {\displaystyle {\mathcal {H}}} — Класс морфизмов у {\displaystyle {\mathfrak {C}}}.
Объект {\displaystyle Q} категории {\displaystyle {\mathfrak {C}}} называется {\displaystyle {\mathcal {H}}}-иньективним если для любого морфизма {\displaystyle f:\to Q} и каждого морфизма {\displaystyle h:\to B} из класса {\displaystyle {\mathcal {H}}} существует морфизм {\displaystyle g:B\to Q} для которого {\displaystyle g\circ h=f}.
Если {\displaystyle {\mathcal {H}}} является классом мономорфизм то получается определение иньективних модулей.
Категория {\displaystyle {\mathfrak {C}}} имеет довольно много {\displaystyle {\mathcal {H}}}-иньективних объектов если для каждого объекта X категории {\displaystyle {\mathfrak {C}}}, существует {\displaystyle {\mathcal {H}}}-морфизм с X в {\displaystyle {\mathcal {H}}}-иньективний объект.

## Примеры
- В категории абелевых групп инъективные объекты — это делимые группы.

- В категории модулей {\displaystyle R-\mathrm {Mod} } инъективные объекты — это инъективные модули. В {\displaystyle R-\mathrm {Mod} } существуют инъективные оболочки, и, как следствие, достаточно много инъективных объектов.

- В категории метрических пространств и коротких отображений инъективные объекты по отношению к экстремальным мономорфизмам — это инъективные метрические пространства.

- Рассматривают также инъективные объекты в более общих категориях, например в категориях функторов или в категориях пучков модулей.

{\displaystyle {\mathcal {H}}}-морфизм g в {\displaystyle {\mathfrak {C}}} называется {\displaystyle {\mathcal {H}}}-существенным если для любого морфизма f, композиция fg принадлежит классу {\displaystyle {\mathcal {H}}} только если f принадлежит классу {\displaystyle {\mathcal {H}}}.
Если g есть {\displaystyle {\mathcal {H}}}-существенным морфизм с X в {\displaystyle {\mathcal {H}}}-иньективний объект G, то G называется H-иньективною оболочкой объекта X.